# LIFE〜夢のカタチ〜
『LIFE〜夢のカタチ〜』（ライフ ゆめのカタチ）は、2010年4月3日から朝日放送テレビ （ABCテレビ）で毎週土曜日の午前中に放送されているドキュメンタリー番組である。初回放送分からハイビジョンによる制作、字幕放送を実施している。
番組開始から2011年12月までは関西ローカルで放送。その後は、テレビ朝日系列局の一部、北日本放送（日本テレビ系列）でも遅れネットで放送しており、過去には朝日放送の関連会社・スカイA（CS放送）でも放送されていたが、2020年4月から2022年3月までは一部不定期放送局を除き再度関西ローカルでの放送に戻っていた。
TVerやABEMAで配信されているため、インターネット環境があれば全国で見ることができ、2019年からamazonプライムビデオのABCオンデマンドで、2020年8月下旬からはU-NEXTで過去分の配信も開始した。
また、朝日放送（当時）では2014年3月29日まで、毎週土曜 9:30 - 10:00に放送。同年4月5日からは、放送枠を毎週土曜 11:00 - 11:30（いずれもJST）に移動する。

## 概要
毎回、夢を追い、情熱を傾ける1人に密着して人生の物語を豊かな語りで紹介する人間ドキュメント番組。ナレーションは番組開始当初から佐々木蔵之介が担当している。また、取り上げられる人物は芸能人や著名人に限らず職人から小学生など多岐にわたる。2019年10月26日の放送で、放送回数が400回に達成した。
番組提供は関西電力（一社提供：関西地方のみ）。なお、佐々木は2016年4月から関西電力のイメージキャラクターに起用されている。
編成の都合により不定期で休止となったり（休止時は別番組に差し替える）、当番組の再放送となる場合がある。また、毎年8月の全国高校野球選手権大会中継を行う場合は放送を休止する（雨天中止時も雨傘番組で対応するため休止）。
2011年4月改編により、『渡辺篤史の建もの探訪』と枠を入れ替える形で、放送時間が25分前倒しされ、9:30 - 10:00へと移行した。朝日放送→朝日放送テレビでは2014年4月5日から、当番組の放送枠で生放送の情報番組『教えて!ニュースライブ 正義のミカタ』（9:30 - 11:00）を放送開始。そのため当番組は、放送枠を同番組の直後（11:00 - 11:30）に移動したうえで、放送を継続している。

## 放送時間の変遷
いずれも、朝日放送→朝日放送テレビ（関西地区）での放送時間。
- 開始 - 2011年3月：毎週土曜日9:55 - 10:25（JST）
- 2011年4月 - 2014年3月29日：毎週土曜日9:30 - 10:00（同上）
- 2014年4月5日 -　現在：毎週土曜日11:00 - 11:30（同上）

## テーマ曲
『ONE』（2010年4月3日（初回）- 現在 ）DEPAPEPE（Sony Music）

## スタッフ（2021年4月以降）
- 構成：中村達也、吉村智樹、沢野緑、上室尚子、桑原尚志【週替り】
- ブレーン：濱野彰子、平野友介、三宅顕人【週替り】
- 撮影：田中哲哉・横垣哲也（View）、北林和浩・藤原美咲（光学堂）、澤井雅弘・西脇靖記（トラッド）、坂本泰司（EYEZEN）、坂本元希（元屋）、安田浩一（マイシャ）、西川真（Tagboat）【週替り】
- 編集：赤羽直樹（マウス）
- 音効・MA：佐伯謙丞（戯音工房）
- 協力：View、光学堂、トラッド、EYEZEN、元屋、1006、マイシャ、Tagboat【週替り】、マウス、戯音工房、ちゅるんカンパニー【毎週】
- ディレクター：山下伸児（ハネル）、湯浅耕二（JAWS）、佐伯謙悟（ヴィ・ドッグ）、秀島光樹（ロボッツ）、笹木信吾（1006）、有本洋（MBS企画）、小原圭一郎（ビデオユニテ）田中章善・樫原北斗（ABCリブラ）
- プロデューサー：板井昭浩・田中和也（朝日放送テレビ）、木本赤沙（ABCリブラ）
- 制作協力：ハネル、JAWS、ヴィ・ドッグ、ロボッツ、1006、MBS企画【週替り】
- 制作：ABCリブラ
- 制作著作：朝日放送テレビ

### 過去のスタッフ
- 撮影：神近伸賞、金谷一彦、永澤英人、安田浩一、永田哲也、植木邦久、宮崎晋也、加藤昌義、信田将志、北林一博、名木政憲
- 編集：田中麻衣子、佐藤友彦、工藤雄貴
- MA：田口雅敏
- 音効：久保秀夫（以前はMA）
- 協力：エキスプレス、テクニカルアート、ハートス、アークジャパン、関西東通、P-CUBE
- ディレクター：松村綾希・渡辺晃司・京師直樹・楢崎祐基（ABCリブラ）、山崎浩（イー★モック）、清水邦孝（JAWS）、宮前麗香
- チーフディレクター：森和樹・植田貴之・梶原英明・朝日茂源・矢野政臣（朝日放送）、南雄大・中田陽子（朝日放送テレビ）
- プロデューサー：栗田正和（朝日放送）、奈良井正巳・佐々木匡哉・奥田智・山口正樹（朝日放送テレビ）、岸岡孝治（ABCリブラ）

## ネット局と放送時間
| 放送対象地域   | 放送局                   | 系列           | 放送日時           | ネット状況 | 備考       |
| -------------- | ------------------------ | -------------- | ------------------ | ---------- | ---------- |
| 近畿広域圏     | 朝日放送テレビ（ABC TV） | テレビ朝日系列 | 土曜 11:00 - 11:30 | 制作局     | 制作局     |
| 山形県         | 山形テレビ（YTS）        | テレビ朝日系列 | 土曜 6:00 - 6:30   | 遅れネット | [ 注釈 2 ] |
| 愛媛県         | 愛媛朝日テレビ（eat）    | テレビ朝日系列 | 木曜 10:30 - 11:00 | 遅れネット | [ 注釈 3 ] |
| 鳥取県・島根県 | 山陰放送（BSS）          | TBS系列        | 月曜 11:00 - 11:30 | 遅れネット | [ 注釈 4 ] |

### 過去のネット局
- 北海道テレビ（HTB） - 土曜 6:30 - 7:00に放送されていたが、2015年3月打ち切り。
- スカイA（CS放送） - 木曜 12:00 - 12:30などに放送されていたが、2016年3月で打ち切り。
- 山形テレビ（YTS） - 土曜 6:00 - 6:30に放送されていたが、2017年9月で打ち切り。
- 大分朝日放送（OAB） - 土曜 6:35 - 7:05に放送[注釈 5]されていたが、打ち切り。
- 北陸朝日放送（HAB） - 土曜 5:20 - 5:50に放送[注釈 6]されていたが、2019年9月28日打ち切り。
- 北日本放送（KNB・日本テレビ系列） - 水曜 10:25 - 10:55に放送されていたが、2020年3月打ち切り[注釈 7][注釈 8]。
- 富山テレビ（BBT・フジテレビ系列） - 2022年4月7日より[4]、木曜 15:19 - 15:45→金曜 15:19 - 15:45→金曜 14:24 - 14:50に放送されていたが、2024年3月29日打ち切り[5]。

### ネット配信
| 配信サイト | 更新時間       | 備考                      |
| ---------- | -------------- | ------------------------- |
| TVer       | 土曜11:30 更新 | 最新回限定で1週間無料配信 |
| ABEMA      | 土曜11:30 更新 | 最新回限定で1週間無料配信 |

| 配信サイト                               | 対象                    | 備考                                               |
| ---------------------------------------- | ----------------------- | -------------------------------------------------- |
| amazonプライムビデオ （ABCオンデマンド） | 2019年1月12日放送分より | 毎週更新。2019年の一部回と、総集編は配信されない。 |
| U-NEXT                                   | 2020年8月22日放送分より | 毎週更新。見放題対象                               |

| 配信サイト | 更新時間       | 備考                                                |
| ---------- | -------------- | --------------------------------------------------- |
| GYAO!      | 土曜17:00 更新 | 最新回限定で1週間無料配信 2023年3月31日サービス終了 |